# معاون اول نخست‌وزیر اتحاد جماهیر شوروی
معاون اول نخست‌وزیر اتحاد جماهیر شوروی سوسیالیستی دستیار یکم رئیس حکومت اتحاد جماهیر شوروی سوسیالیستی بود. علی‌رغم عنوان، این مقام لزوماً در انحصار یک شخص واحد نبود. این منصب از ۱۹۲۳ تا ۱۹۴۶، معاون اول رئیس شورای کمیسارهای خلق، از ۱۹۴۶ تا ۱۹۹۱، معاون اول رئیس شورای وزیران و از ۱۹۹۱ به بعد با عنوان معاون اول نخست‌وزیر اتحاد جماهیر شوروی شناخته‌می‌شد. اصطلاح معاون اول نخست‌وزیر توسط مفسران خارجی برای توصیف منصب معاون اول رئیس دولت استفاده می‌شد.
معاون اول نخست‌وزیر شوروی مسئول یک حوزه سیاستی خاص در اتحاد جماهیر شوروی بود. مثلاً کریل مازوروف مسئول صنعت بود و به دیمیتری پولیانسکی مسئولیت کشاورزی واگذار شد. به علاوه این، مسئول هماهنگی فعالیت‌های وزارتخانه‌ها، کمیته‌های دولتی و سایر ارگان‌های زیرمجموعه دولت می‌بوده‌است. انتظار بر این بود که معاون اول نخست‌وزیر به این ارگان‌ها سریعاً دستور دهد تا از اجرای طرح‌های توسعه اقتصادی و اجتماعی اطمینان حاصل کنند و بررسی کنند که آیا دستورها و تصمیمات دولت در حال پی‌گیری است یا خیر. در صورتی که نخست‌وزیر شوروی نمی‌توانست به وظایف خود عمل کند، یکی از معاونان اول تا زمان بازگشت نخست‌وزیر، سرپرستی دولت را بر عهده می‌گرفت. در اواخر دهه ۱۹۷۰، زمانی که وضعیت سلامتی نخست‌وزیر الکسی کاسیگین رو به وخامت گذاشت، نیکولای تیخونوف به‌عنوان معاون اول به‌نمایندگی از او به امور رسیدگی می‌کرد. همچنین معاون اول نخست‌وزیر شوروی عضو پرزیدیوم دولت بود که عالی‌ترین نهاد تصمیم‌گیری در شوروی می‌بوده‌است.
در مجموع ۲۶ نفر توانسته بودند به این منصب برسند. اولین معاون اول نخست‌وزیر شوروی والرین کویبیشف بود که پس از تأسیس دفتر در ۱۹۳۴ به آن گمارده شد. لاورنتی بریا با ۱۱۳ روز، کوتاه‌ترین عهده‌دار و کریل مازوروف با ۱۳ سال و ۲۴۷ روز طولانی‌ترین عهده‌دار آن بوده‌است. ویچسلاو مولوتوف بیش از ۱۷ سال را در سمت‌های خود سپری کرد. او در اکثر دوره‌های ریاست ژوزف استالین، نیکولای بولگانین و دبیری گئورگی مالنکوف منصب خود را حفظ کرده‌بود.

## دارندگان منصب

### فهرست معاونان اول نخست‌وزیر اتحاد شوروی
| ردیف | نگاره | اسامی (تولد – مرگ)              | دوره خدمت      | دوره خدمت        | دوره خدمت       | نخست‌وزیر                                    | مناصب همزمان دیگر                                                   | منبع                 |
| ردیف | نگاره | اسامی (تولد – مرگ)              | آغاز           | پایان            | مدت             | نخست‌وزیر                                    | مناصب همزمان دیگر                                                   | منبع                 |
| ---- | ----- | ------------------------------- | -------------- | ---------------- | --------------- | ------------------------------------------- | ------------------------------------------------------------------- | -------------------- |
| ۱    |       | والرین کویبیشف (۱۸۸۸–۱۹۳۵)      | ۱۴ مه ۱۹۳۴     | ۲۵ ژانویه ۱۹۳۵ † | ۲۵۶ روز         | ویچسلاو مولوتف                              | رئیس کمیسیون کنترل خلق شوروی                                        | [ ۵ ] [ ۶ ]          |
| ۲    |       | نیکولای وزنسنسکی (۱۸۹۵–۱۹۵۰)    | ۱۰ مارس ۱۹۴۱   | ۱۵ مارس ۱۹۴۶     | ۵ سال، ۵ روز    | ویاچسلاو مولوتفژوزف استالین                 | رئیس کمیسیون برنامه‌ریزی کشور                                        | [ ۷ ]                |
| ۳    |       | ویاچسلاو مولوتف (۱۸۹۰–۱۹۸۶)     | ۱۶ اوت ۱۹۴۲    | ۲۹ ژوئن ۱۹۵۷     | ۱۱ سال، ۱۰۶ روز | ژوزف استالینگئورگی مالنکوفنیکولای بولگانین  | وزیر امور خارجه                                                     | [ ۸ ] [ ۹ ]          |
| ۴    |       | نیکولای بولگانین (۱۸۹۵–۱۹۷۵)    | ۷ آوریل ۱۹۵۰   | ۸ فوریه ۱۹۵۵     | ۴ سال، ۳۰۷ روز  | ژوزف استالینگئورگی مالنکوف                  | وزیر دفاع                                                           | [ ۱۰ ] [ ۱۱ ]        |
| ۵    |       | لاورنتی بریا (۱۸۹۹–۱۹۵۳)        | ۵ مارس ۱۹۵۳    | ۲۶ ژوئن ۱۹۵۳     | ۱۱۳ روز         | گئورگی مالنکوف                              | وزیر امور داخلی                                                     | [ ۱۲ ]               |
| ۶    |       | لازار کاگانویچ (۱۸۹۳–۱۹۹۱)      | ۵ مارس ۱۹۵۳    | ۲۹ ژوئن ۱۹۵۷     | ۴ سال، ۱۴۱ روز  | گئورگی مالنکوفنیکولای بولگانیننیکیتا خروشچف | وزیر صنعت مصالح ساختمانی رئیس کمیته دولتی کار و دستمزد شورای وزیران | [ ۱۳ ] [ ۱۴ ] [ ۱۵ ] |
| ۷    |       | آناستاس میکویان (۱۸۹۵–۱۹۷۸)     | ۲۵ فوریه ۱۹۵۵  | ۱۵ ژوئیه ۱۹۶۴    | ۹ سال، ۱۳۸ روز  | نیکولای بولگانیننیکیتا خروشچف               | دیپلمات ارشد در جریان بحران موشکی کوبا                              | [ ۱۶ ]               |
| ۸    |       | میخائیل پروخین (۱۹۰۴–۱۹۷۴)      | ۲۵ فوریه ۱۹۵۵  | ۵ ژوئیه ۱۹۵۷     | ۲ سال، ۱۲۷ روز  | نیکولای بولگانین                            | رئیس کمیسیون دولتی اقتصاد و برنامه‌ریزی اقتصادی جاری                 | [ ۱۷ ]               |
| ۹    |       | ماکسیم ساباروف (۱۹۰۰–۱۹۷۷)      | ۲۵ فوریه ۱۹۵۵  | ۵ ژوئیه ۱۹۵۷     | ۲ سال، ۱۲۷ روز  | نیکولای بولگانین                            | رئیس کمیته برنامه‌ریزی کشور                                          | [ ۱۸ ]               |
| ۱۰   |       | ژوزف کوزمین (۱۹۱۰–۱۹۹۶)         | ۲۵ فوریه ۱۹۵۵  | ۵ ژوئیه ۱۹۵۷     | ۲ سال، ۱۲۷ روز  | نیکولای بولگانین                            | رئیس کمیته برنامه‌ریزی کشور                                          | [ ۱۰ ]               |
| ۱۱   |       | فرول کوزلوف (۱۹۰۸–۱۹۶۵)         | ۳۱ مارس ۱۹۵۸   | ۴ مه ۱۹۶۰        | ۲ سال، ۳۴ روز   | نیکیتا خروشچف                               | رئیس کمیته برنامه‌ریزی کشور                                          | [ ۱۹ ]               |
| ۱۲   |       | آلکسی کاسیگین (۱۹۰۴–۱۹۸۰)       | ۴ مه ۱۹۶۰      | ۱۵ اکتبر ۱۹۶۴    | ۴ سال، ۱۶۴ روز  | نیکیتا خروشچف                               | —                                                                   | [ ۲۰ ]               |
| ۱۳   |       | دمیتری اوستینوف (۱۹۰۸–۱۹۸۴)     | ۱۳ مارس ۱۹۶۳   | ۲۶ مارس ۱۹۶۵     | ۲ سال، ۱۳ روز   | نیکیتا خروشچفآلکسی کاسیگین                  | —                                                                   | [ ۲۱ ]               |
| ۱۴   |       | کریل مازوروف (۱۹۱۴–۱۹۸۹)        | ۲۶ مارس ۱۹۶۵   | ۲۸ نوامبر ۱۹۷۸   | ۱۳ سال، ۲۴۷ روز | آلکسی کاسیگین                               | دبیر اول حزب کمونیست بلاروس                                         | [ ۲۲ ]               |
| ۱۵   |       | دمیتری پولیانسکی (۱۹۱۷–۲۰۰۱)    | ۲ اکتبر ۱۹۶۵   | ۲ فوریه ۱۹۷۳     | ۷ سال، ۱۲۳ روز  | آلکسی کاسیگین                               | —                                                                   | [ ۲۳ ]               |
| ۱۶   |       | نیکولای تیخونوف (۱۹۰۵–۱۹۹۷)     | ۲ سپتامبر ۱۹۷۶ | ۲۳ اکتبر ۱۹۸۰    | ۴ سال، ۵۱ روز   | آلکسی کاسیگین                               | —                                                                   | [ ۲۴ ]               |
| ۱۷   |       | ایوان آرخیپوف (۱۹۰۷–۱۹۹۸)       | ۲۷ اکتبر ۱۹۸۰  | ۴ اکتبر ۱۹۸۶     | ۵ سال، ۳۴۲ روز  | نیکولای تیخونوفنیکولای ریژکوف               | —                                                                   | [ ۲۵ ]               |
| ۱۸   |       | حیدر علی‌اف (۱۹۲۳–۲۰۰۳)          | ۲۴ نوامبر ۱۹۸۲ | ۲۳ اکتبر ۱۹۸۷    | ۴ سال، ۳۳۳ روز  | نیکولای تیخونوفنیکولای ریژکوف               | دبیر اول حزب کمونیست آذربایجان                                      | [ ۲۶ ] [ ۲۷ ]        |
| ۱۹   |       | آندری گرومیکو (۱۹۰۹–۱۹۸۹)       | ۲۴ مارس ۱۹۸۳   | ۲ ژوئیه ۱۹۸۵     | ۲ سال، ۱۰۰ روز  | نیکولای تیخونوف                             | وزیر امور خارجه                                                     | [ ۲۸ ] [ ۲۹ ]        |
| ۲۰   |       | نیکولای تالیزین (۱۹۲۹–۱۹۹۱)     | ۱۴ اکتبر ۱۹۸۵  | ۱ اکتبر ۱۹۸۸     | ۲ سال، ۳۵۳ روز  | نیکولای ریژکوف                              | رئیس کمیته برنامه‌ریزی کشور                                          | [ ۳۰ ]               |
| ۲۱   |       | وسولود موراخوفسکی (۱۹۲۶–۲۰۱۷)   | ۱ نوامبر ۱۹۸۵  | ۷ ژوئن ۱۹۸۹      | ۳ سال، ۲۱۸ روز  | نیکولای ریژکوف                              | رئیس کمیته دولتی شورای وزیران کشاورزی                               | [ ۳۱ ]               |
| ۲۲   |       | یوری ماسلیوکوف (۱۹۳۷–۲۰۱۰)      | ۵ فوریه ۱۹۸۸   | ۲۶ دسامبر ۱۹۹۰   | ۲ سال، ۳۲۴ روز  | نیکولای ریژکوف                              | رئیس کمیته برنامه‌ریزی کشور                                          | [ ۳۲ ] [ ۳۳ ]        |
| ۲۳   |       | لو ورونین (۱۹۲۸–۲۰۰۶)           | ۱۷ ژوئیه ۱۹۸۹  | ۲۶ دسامبر ۱۹۹۰   | ۱ سال، ۱۶۲ روز  | نیکولای ریژکوف                              | —                                                                   | [ ۳۴ ]               |
| ۲۴   |       | ولادیلن نیکیتین (۱۹۳۶–۲۰۲۱)     | ۲۷ ژوئیه ۱۹۸۹  | ۳۰ اوت ۱۹۹۱      | ۱ سال، ۳۴ روز   | نیکولای ریژکوف                              | —                                                                   | [ ۳۵ ]               |
| ۲۵   |       | ولادیمیر ولیچکو (متولد ۱۹۳۷)    | ۱۵ ژانویه ۱۹۹۱ | ۲۶ نوامبر ۱۹۹۱   | ۳۱۵ روز         | والنتین پاولوفایوان سیلایف                  | وزیر ماشین‌سازی سنگین                                                | [ ۳۶ ] [ ۳۷ ]        |
| ۲۶   |       | ویتالی دوگوژیف (۱۹۳۵–۲۰۱۶)      | ۱۵ ژانویه ۱۹۹۱ | ۲۶ نوامبر ۱۹۹۱   | ۳۱۵ روز         | والنتین پاولوفایوان سیلایف                  | —                                                                   | [ ۳۷ ]               |
| ۲۷   |       | ولادیمیر شوچرباکوف (متولد ۱۹۴۹) | ۱۶ مه ۱۹۹۱     | ۲۶ نوامبر ۱۹۹۱   | ۱۹۴ روز         | والنتین پاولوفایوان سیلایف                  | —                                                                   | [ ۳۷ ]               |